# Hippodrome de Lille
L’Hippodrome de Lille ou Champ de course du bois de la Deûle est un ancien hippodrome disparu en 1940.

## Histoire
Le champ de courses du bois de la Deûle, aménagé par la Ville de Lille sur les terrains inondables entre la Haute Deûle et la Citadelle sur le territoire de la commune de Lambersart, est inauguré le 24 octobre 1884.
L’avenue de l’Hippodrome à Lambersart est réalisée à cette époque par la Ville de Lille pour desservir le champ de courses.
La sortie des courses était jusque vers 1930 une des distractions favorites des Lillois, particulièrement de la société élégante.

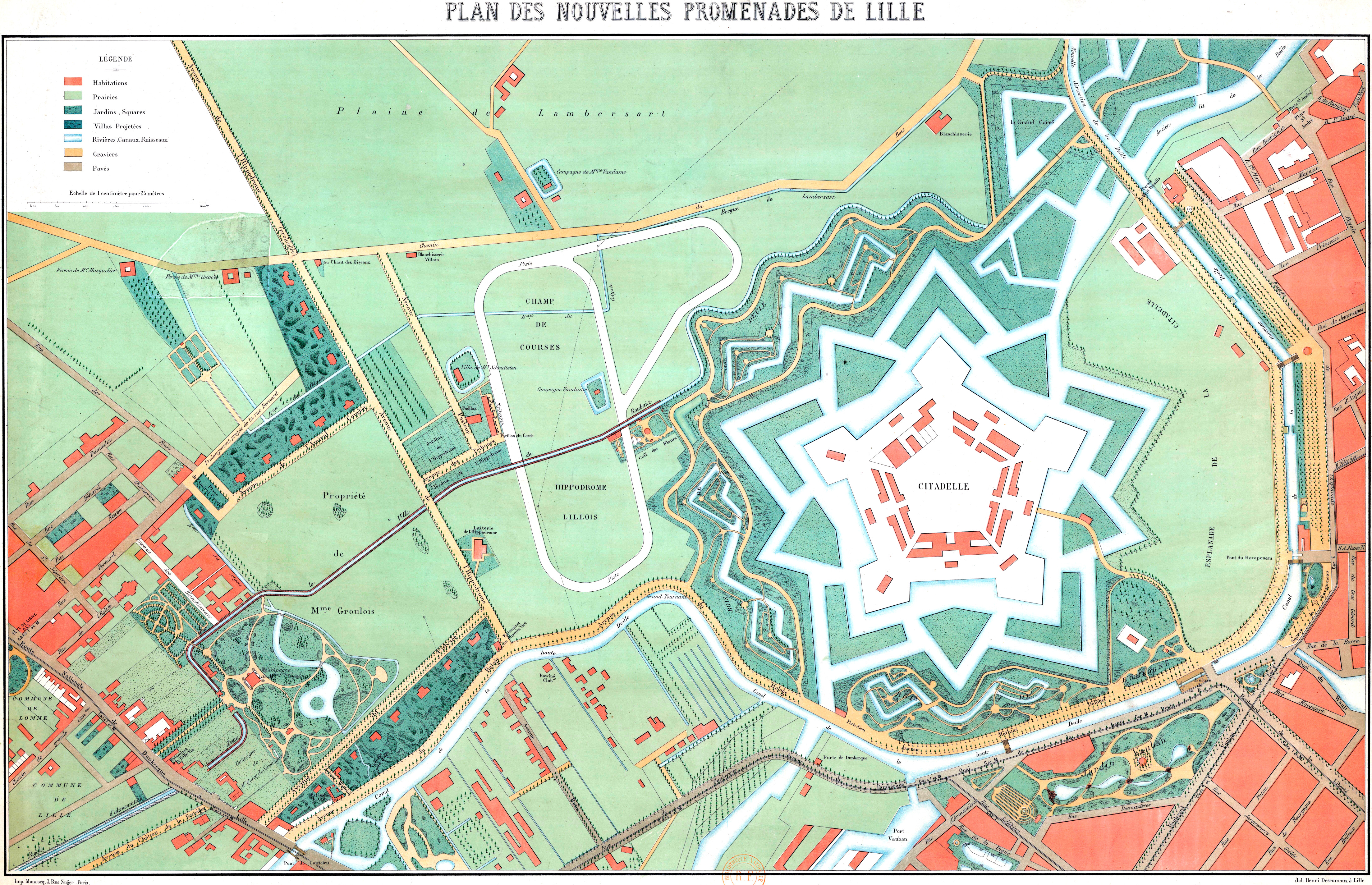
Plan des environs de la citadelle avec l'hippodrome en 1886
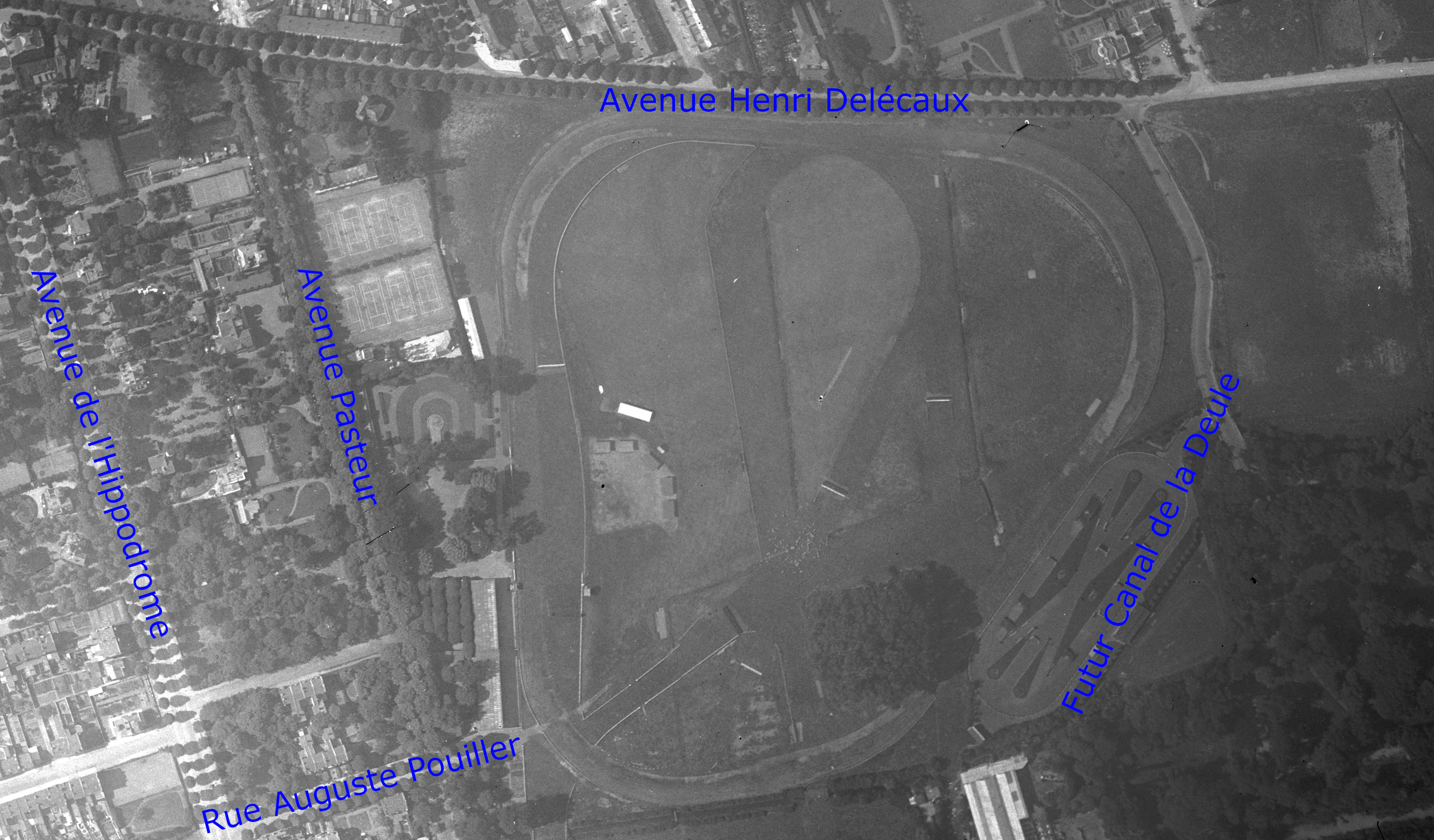
L'hippodrome de Lille en 1931

L’hippodrome concurrencé par celui de Marcq-en-Baroeul au Croisé-Laroche ouvert en 1931 décline ensuite jusqu’à sa fermeture en 1940.
Un lotissement est créé en 1953 sur ce terrain. Le canal de la Deûle à grand gabarit ouvert en 1978 qui passe derrière la Citadelle est également situé sur une partie de l’emplacement de l’hippodrome disparu.